# Outras Estórias
Outras estórias é um filme brasileiro, do gênero drama, inspirado em contos de Guimarães Rosa, dirigido por Pedro Bial.

## Sinopse
A ação se passa em uma cidadezinha do interior de Minas Gerais. A cidade só pensava no enterro do terrível marginal que morreu pelas mãos de uma rapaz agindo em legítima defesa. Todo mundo está esperando pela vingança dos três irmãos do falecido: a morte do assassino. Durante o velório, as pessoas lembram histórias da vida do bandido e o funeral termina em um inesperado anticlímax.

## Elenco
- Paulo José - Tio Manantonio
- Anna Cotrim - Felícia
- Márcia Bechara
- Claudia Lima
- Walderez de Barros
- Giulia Gam - Maria Exita
- Enrique Diaz
- Marieta Severo
- Antônio Calloni.... Sorôco
- Sílvia Buarque
- Juca de Oliveira
- Rodolfo Vaz
- Cacá Carvalho - irmão Dagobé
- Jonas Torres - irmão Dagobé
- Guido Correa - irmão Dagobé